# Grand Prix Formule 1 van Duitsland 1961
De Grand Prix Formule 1 van Duitsland 1961 werd gehouden op 6 augustus op de Nordschleife van de Nürburgring in Nürburg. Het was de zesde race van het seizoen.

## Uitslag
| Pos. | Nr. | Coureur                 | Constructeur    | Rondes | Tijd / Oorzaak uitval | Grid | Punten |
| ---- | --- | ----------------------- | --------------- | ------ | --------------------- | ---- | ------ |
| 1    | 7   | Stirling Moss           | Lotus-Climax    | 15     | 2:18:12.4             | 3    | 9      |
| 2    | 3   | Wolfgang von Trips      | Ferrari         | 15     | +21,4 s               | 5    | 6      |
| 3    | 4   | Phil Hill               | Ferrari         | 15     | +22,5 s               | 1    | 4      |
| 4    | 14  | Jim Clark               | Lotus-Climax    | 15     | +1:17,1               | 8    | 3      |
| 5    | 18  | John Surtees            | Cooper-Climax   | 15     | +1:53,1               | 10   | 2      |
| 6    | 2   | Bruce McLaren           | Cooper-Climax   | 15     | +2:41,4               | 12   | 1      |
| 7    | 9   | Dan Gurney              | Porsche         | 15     | +3:23,1               | 7    |        |
| 8    | 5   | Richie Ginther          | Ferrari         | 15     | +5:23,1               | 14   |        |
| 9    | 28  | Jackie Lewis            | Cooper-Climax   | 15     | +5:23,7               | 18   |        |
| 10   | 19  | Roy Salvadori           | Cooper-Climax   | 15     | +12:11,5              | 15   |        |
| 11   | 33  | Tony Maggs              | Lotus-Climax    | 14     | +1 Ronde              | 22   |        |
| 12   | 30  | Ian Burgess             | Cooper-Climax   | 14     | +1 Ronde              | 24   |        |
| 13   | 11  | Hans Herrmann           | Porsche         | 14     | +1 Ronde              | 11   |        |
| 14   | 31  | Carel Godin de Beaufort | Porsche         | 14     | +1 Ronde              | 17   |        |
| 15   | 37  | Tony Marsh              | Lotus-Climax    | 13     | +2 Rondes             | 20   |        |
| 16   | 27  | Gerry Ashmore           | Lotus-Climax    | 13     | +2 Rondes             | 25   |        |
| DNF  | 6   | Willy Mairesse          | Ferrari         | 13     | Ongeluk               | 13   |        |
| DNF  | 20  | Maurice Trintignant     | Cooper-Maserati | 12     | Motor                 | 21   |        |
| NC   | 38  | Bernard Collomb         | Cooper-Climax   | 11     | Niet geklasseerd      | 26   |        |
| DNF  | 32  | Lorenzo Bandini         | Cooper-Maserati | 10     | Motor                 | 19   |        |
| DNF  | 16  | Tony Brooks             | BRM-Climax      | 6      | Motor                 | 9    |        |
| DNF  | 8   | Jo Bonnier              | Porsche         | 5      | Motor                 | 4    |        |
| DNF  | 26  | Wolfgang Seidel         | Lotus-Climax    | 3      | Handling              | 23   |        |
| DNF  | 17  | Graham Hill             | BRM-Climax      | 1      | Ongeluk               | 16   |        |
| DNF  | 15  | Innes Ireland           | Lotus-Climax    | 1      | Brand                 | 6    |        |
| DNF  | 1   | Jack Brabham            | Cooper-Climax   | 0      | Ongeluk               | 2    |        |
| WD   | 10  | Edgar Barth             | Porsche         |        |                       |      |        |
| WD   | 12  | Masten Gregory          | Cooper-Climax   |        |                       |      |        |
| WD   | 25  | Michael May             | Lotus-Climax    |        |                       |      |        |
| WD   | 29  | Piero Monteverdi        | MBM-Porsche     |        |                       |      |        |
| WD   | 34  | Renato Pirocchi         | Cooper-Climax   |        |                       |      |        |
| WD   | 35  | Geoff Duke              | Cooper-Climax   |        |                       |      |        |
| WD   | 39  | John Campbell-Jones     | Cooper-Climax   |        |                       |      |        |

## Statistieken
| Pole-position | Phil Hill | Ferrari | 8:55.2 |
| Snelste ronde | Phil Hill | Ferrari | 8:57.8 |

## Noot
- Dit was het debuut voor de Britse coureurs John Campbell-Jones en Geoff Duke; de Zwitserse coureur Piero Monteverdi en de Italiaanse coureur Renato Pirocchi.
- Dit was de honderdste officiële Formule 1-race die meetelde voor het wereldkampioenschap. In die honderd races waren er een aantal records gevestigd. 
  - Maurice Trintignant was de meest ervaren coureur met 67 races onder zijn naam.
  - Juan Manuel Fangio had 29 pole positions, 23 snelste rondes, 1.358 rondes als raceleider, 35 podiumplaatsen, 24 Grand Prix-winsten en vijf wereldtitels.
  - Alberto Ascari hield het record voor de meeste Grand Slams met vijf.
  - Britse coureurs hadden 84 races gereden, hadden 31 snelste rondes, 75 podiumplaatsen en 27 Grand Prix-winsten.
  - Argentijnse coureurs hadden 32 pole positions en vijf wereldtitels.
  - Amerikaanse coureurs hadden 2.363 rondes als raceleider gereden.
  - Italiaanse coureurs hadden bij elkaar vijf Grand Slams.

1931 · 1932 · 1934 · 1935 · 1936 · 1937 · 1938 · 1939 · 1951 · 1952 · 1953 · 1954 · 1956 · 1957 · 1958 · 1959 · 1961 · 1962 · 1963 · 1964 · 1965 · 1966 · 1967 · 1968 · 1969 · 1970 · 1971 · 1972 · 1973 · 1974 · 1975 · 1976 · 1977 · 1978 · 1979 · 1980 · 1981 · 1982 · 1983 · 1984 · 1985 · 1986 · 1987 · 1988 · 1989 · 1990 · 1991 · 1992 · 1993 · 1994 · 1995 · 1996 · 1997 · 1998 · 1999 · 2000 · 2001 · 2002 · 2003 · 2004 · 2005 · 2006 · 2008 · 2009 · 2010 · 2011 · 2012 · 2013 · 2014 · 2016 · 2018 · 2019
Als eretitel: 1923 (Italië) · 1924 (Frankrijk) · 1925 (België) · 1926 (San Sebastián) · 1927 (Italië) · 1928 (Italië) · 1930 (België) · 1947 (België) · 1948 (Zwitserland) · 1949 (Italië) · 1950 (Groot-Brittannië) · 1951 (Frankrijk) · 1952 (België) · 1954 (Duitsland) · 1955 (Monaco) · 1956 (Italië) · 1957 (Groot-Brittannië) · 1958 (België) · 1959 (Frankrijk) · 1960 (Italië) · 1961 (Duitsland) · 1962 (Nederland) · 1963 (Monaco) · 1964 (Groot-Brittannië) · 1965 (België) · 1966 (Frankrijk) · 1967 (Italië) · 1968 (Duitsland) · 1972 (Groot-Brittannië) · 1973 (België) · 1974 (Duitsland) · 1975 (Oostenrijk) · 1976 (Nederland) · 1977 (Groot-Brittannië)
Als alleenstaande race: 1983 · 1984 · 1985 · 1993 · 1994 · 1995 · 1996 · 1997 · 1999 · 2000 · 2001 · 2002 · 2003 · 2004 · 2005 · 2006 · 2007 · 2008 · 2009 · 2010 · 2011 · 2012 · 2016